# Tau
Tau (Τ; τ) è la diciannovesima lettera dell'alfabeto greco. È una consonante di tipo dentale.

## Gli usi

### In biologia molecolare
- {\displaystyle \tau } indica ognuna delle due subunità che tiene insieme la DNA polimerasi III oloenzima.

### In ingegneria
- {\displaystyle \tau } indica le componenti tangenziali del vettore tensione. Il simbolo viene fatto seguire da un suffisso che indica il nome del vettore tensione e del versore della componente in esame. Il vettore tensione risulta infatti: { {\displaystyle t_{n}} } = [ {\displaystyle \sigma _{n}} {\displaystyle \tau _{nr}} {\displaystyle \tau _{ns}} ].
- {\displaystyle \tau } indica una costante di tempo, per esempio il tempo di carica/scarica di un condensatore o il tempo di magnetizzazione/smagnetizzazione di un induttore.
- {\displaystyle \tau } indica una coppia o momento meccanico, soprattutto nell'ambito dei sistemi dinamici attuati.

### In fisica
- {\displaystyle \tau } indica, in genere, un generico volume infinitesimo.
- {\displaystyle \tau } indica un tauone o particella Tau, leptone.
- {\displaystyle \tau } indica la costante vita media di un atomo in un processo di decadimento radioattivo.
- {\displaystyle \tau } indica lo sforzo di taglio cui un corpo è sottoposto.

### In matematica
- {\displaystyle \tau } indica, in genere, una traslazione.
- {\displaystyle \tau } è talvolta utilizzato per definire il rapporto tra la circonferenza e il raggio ({\displaystyle 2\pi }).

### Simbolismo

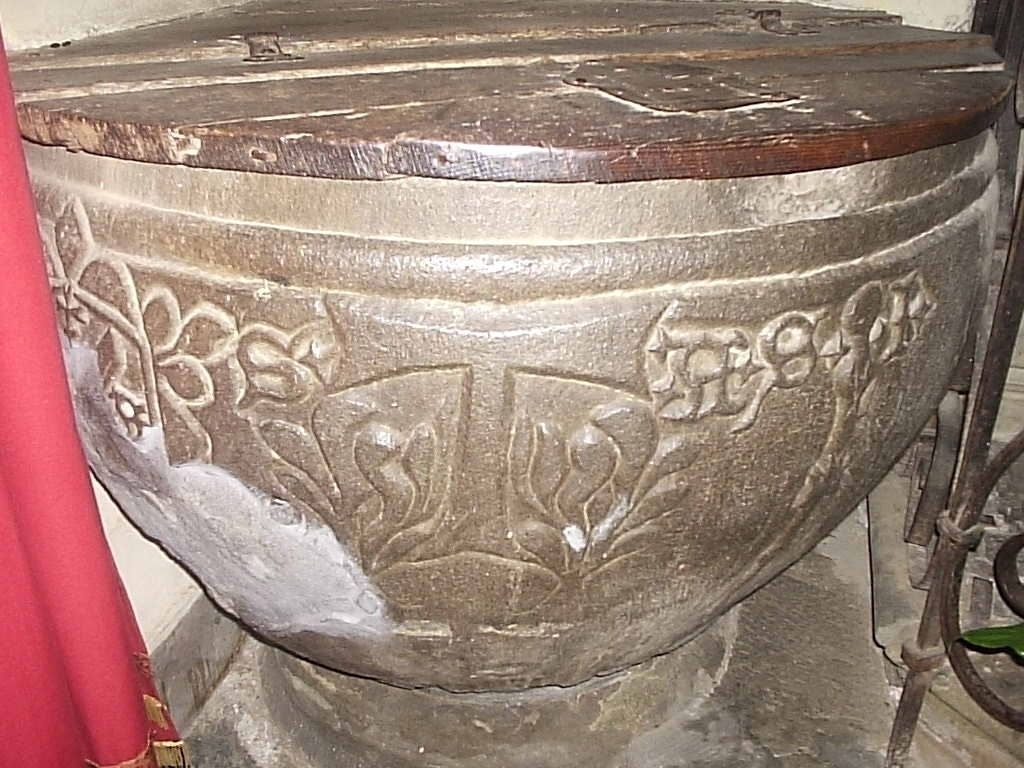
Fonte battesimale del con il simbolo del tau nella chiesa dei Santi Jacopo e Antonio di Fivizzano, fondata il 30 luglio 1377 dai frati ospitalieri di Sant'Antonio eremita

Per i cattolici la lettera greca tau richiama la croce di Cristo. La croce romana, infatti, come attestano le descrizioni della croce nell'antichità e quelle dei loro contemporanei pagani (e malgrado taluni moderni non cristiani sostengano altrimenti),  ricorda quella della lettera tau. I cristiani, inoltre, vedono nel passo del libro di Ezechiele 9,3-4 una allusione della maniera in cui il Messia doveva subire la morte.
La croce a tau venne adottata come simbolo dai frati ospitalieri di Sant'Antonio eremita, un ordine fondato nel 1095 a Saint'Antoine di Vienne, in Francia, e dedicato alla cura dei lebbrosi e altri malati. Nel secolo successivo per impulso dello stesso san Francesco fu adottato dai francescani e dai Templari. Di solito i membri dell'Ordine francescano secolare indossano una τ di legno in una stringa con tre nodi: la Regola dell'Ordine Francescano Secolare dice che il segno distintivo dell'appartenenza è il tau o altro simbolo francescano. Anche i cavalieri del Tau di Altopascio adottarono il simbolo. Un tau triplo è il simbolo del grado massonico di Holy Royal Arch.